# Coppermine (processore)

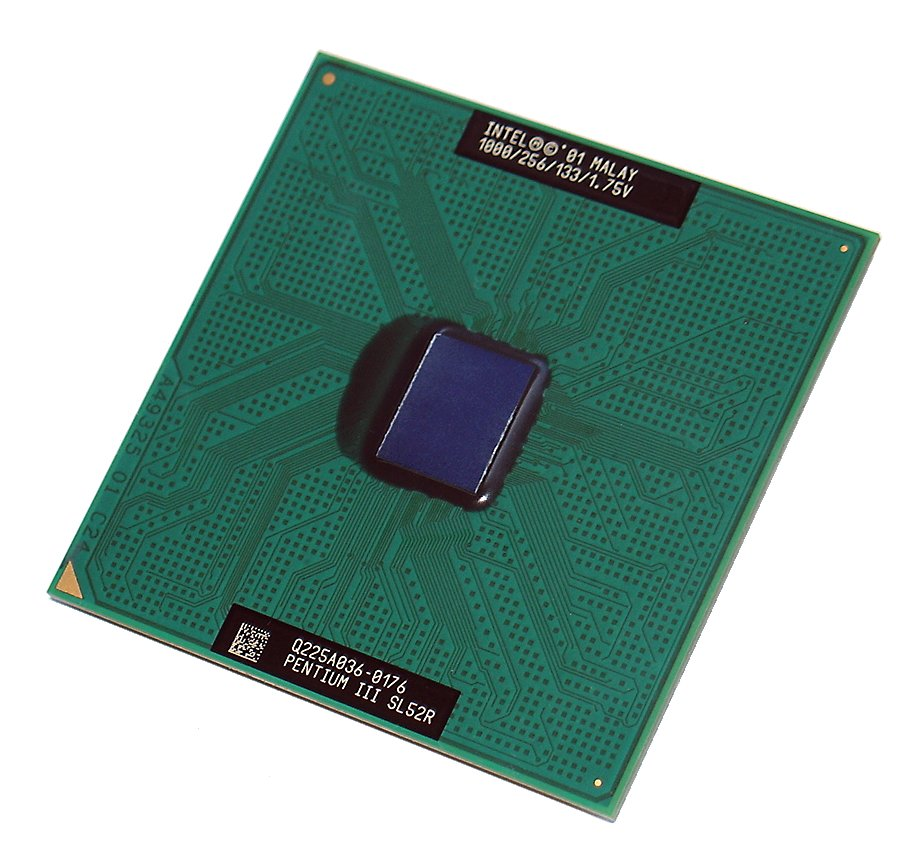
Pentium III Coppermine

Coppermine è il nome in codice della seconda generazione del processore Pentium III, sviluppato da Intel come successore del core Katmai. Arrivò sul mercato tra la fine del 1999 e l'inizio del 2000.

## Caratteristiche tecniche

### Processo produttivo

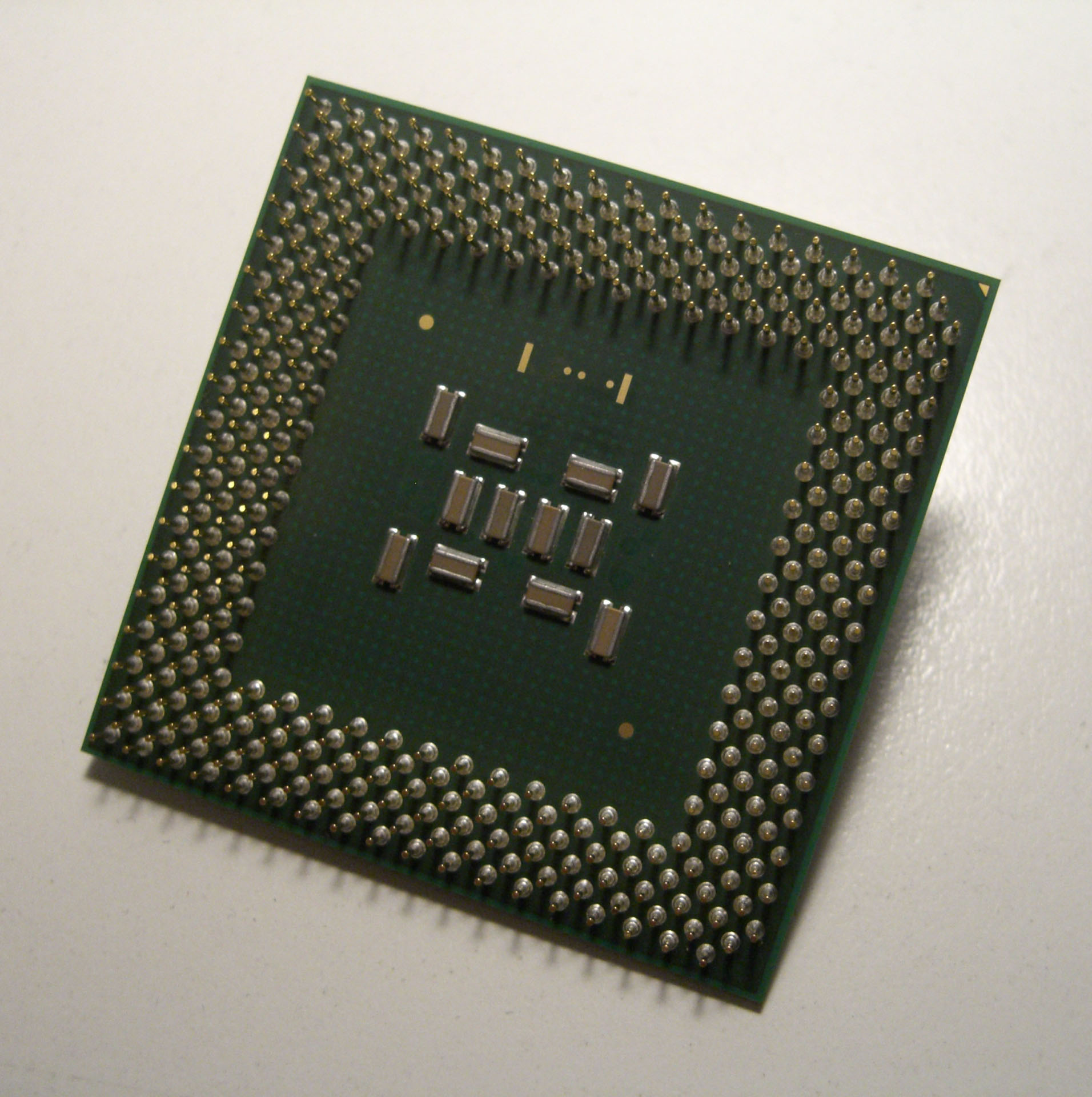
Piedinatura di un Pentium III Coppermine

Pur essendo basato sulla stessa architettura di Katmai, Coppermine portò con sé diverse novità, tra le quali il nuovo processo produttivo a 180 nm che consentiva, rispetto al precedente da 250 nm, una notevole riduzione dei consumi e della temperatura d'esercizio oltre a migliorare la resa produttiva per ogni singolo wafer riducendo la superficie di ogni singolo die a soli 106 mm².
Sebbene molti modelli avessero il bus tradizionale a 100 MHz, numerosi furono quelli messi in commercio col bus di 133 MHz, che aveva già esordito in due modelli della generazione precedente. La vera novità era invece costituita dalla cache L2, dimezzata rispetto a quella del predecessore (pari quindi a 256 KB) ma posizionata direttamente all'interno del die della CPU; si trattava di una innovazione originariamente introdotta nel processore di fascia bassa Celeron Mendocino e poi esportata anche al modello di punta Pentium III. Inoltre, tale integrazione consentiva di far funzionare tale cache alla stessa velocità del processore invece che alla metà come avveniva in Katmai; la minore dimensione di tale cache quindi veniva compensata abbondantemente dalla maggiore velocità di funzionamento oltre che dalla minore latenza di accesso.
L'integrazione della cache L2 direttamente all'interno del die del processore rese di fatto inutile la presenza della SECC (acronimo di "Single Edge Connector Cartdrige"), ovvero di quella scheda elettronica sul quale veniva montato il core Katmai per essere poi collegato alla cache esterna: la maggior parte dei Pentium III fu messa in commercio sullo stesso Socket 370 lanciato dai Celeron Mendocino. Il vecchio Slot 1 non fu abbandonato del tutto: degli adattatori consentivano di usare i processori su Socket 370 su molte schede madri dotate di Slot 1, inoltre alcuni modelli di Pentium III Coppermine uscirono direttamente su tale slot.
A queste innovazioni macroscopiche se ne aggiunsero anche altre meno evidenti relative all'ottimizzazione generale dell'architettura del processore; in quel periodo Intel era stata messa decisamente sotto pressione dalla valida concorrenza operata da AMD per mezzo del proprio processore Athlon Classic, e vennero quindi risolti alcuni problemi che avevano limitato le prestazioni del progetto Katmai, tra le quali vi fu l'eliminazione dei noti stalli nella pipeline; il risultato fu un miglioramento generale del 30% nell'esecuzione delle istruzioni.

### Tecnologie implementate
Al pari di Katmai, anche Coppermine offriva il supporto alle istruzioni MMX e SSE che velocizzavano le applicazioni in virgola mobile, 3D, video e audio.

## Curiosità sul nome
Il nome "Coppermine" non fu del tutto casuale: a partire dal Pentium II in poi, Intel ha iniziato ad utilizzare nomi di località vicine ai propri centri di sviluppo per identificare i nomi in codice dei propri progetti; in questo caso il nome venne scelto soprattutto perché conteneva il prefisso "Copper-" che in inglese significa "Rame". Tale nome, nelle intenzioni del produttore, doveva evidenziare come il nuovo progetto fosse il primo processore Intel in cui le interconnessioni tra i circuiti venivano effettuate appunto in rame invece che in alluminio; la conseguenza di tale scelta realizzativa era che la ridotta resistenza elettrica del rame consentiva di contenere ulteriormente i consumi e le temperature di esercizio.

## Lettere identificative nel nome del processore
Dato che alcuni modelli di Coppermine funzionavano alla stessa frequenza di analoghi modelli basati su Katmai, per differenziare i nuovi modelli da quelli precedenti Intel decise di aggiungere il suffisso "E" al numero indicante la frequenza del processore. I modelli con bus a 133 MHz erano contrassegnati dal suffisso "EB", con la seconda lettera ad indicare il bus a 133 MHz anziché a 100 (la lettera "B" era già stata usata per distinguere il Pentium III Katmai 600 MHz con bus a 133, dal modello di pari frequenza interna ma col bus a 100 MHz).

## Modelli arrivati sul mercato
La tabella seguente mostra i modelli di Pentium III, basati su core Coppermine, arrivati sul mercato. Molti di questi condividono caratteristiche comuni pur essendo basati su diversi core; per questo motivo, allo scopo di rendere maggiormente evidente tali affinità e "alleggerire" la visualizzazione alcune colonne mostrano un valore comune a più righe. Di seguito anche una legenda dei termini (alcuni abbreviati) usati per l'intestazione delle colonne:
- Nome Commerciale: si intende il nome con cui è stato immesso in commercio quel particolare esemplare.
- Data: si intende la data di immissione sul mercato di quel particolare esemplare.
- Socket: lo zoccolo della scheda madre in cui viene inserito il processore. In questo caso il numero rappresenta oltre al nome anche il numero dei pin di contatto.
- Clock: la frequenza di funzionamento del processore.
- Molt.: sta per "Moltiplicatore" ovvero il fattore di moltiplicazione per il quale bisogna moltiplicare la frequenza di bus per ottenere la frequenza del processore.
- Pr.Prod.: sta per "Processo produttivo" e indica tipicamente la dimensione dei gate dei transistors (180 nm, 130 nm, 90 nm) e il numero di transistor integrati nel processore espresso in milioni.
- Voltag.: sta per "Voltaggio" e indica la tensione di alimentazione del processore, dove ne sono presenti più di uno sta a significare la produzione da parte del costruttore dello stesso processore con stepping, e quindi voltaggi, differenti.
- Watt: si intende il consumo massimo di quel particolare esemplare.
- Bus: frequenza del bus di sistema.
- Cache: dimensione delle cache di 1º e 2º livello.
- XD: sta per "XD-bit" e indica l'implementazione della tecnologia di sicurezza che evita l'esecuzione di codice malevolo sul computer.
- 64: sta per "EM64T" e indica l'implementazione della tecnologia a 64 bit di Intel.
- HT: sta per "Hyper-Threading" e indica l'implementazione della esclusiva tecnologia Intel che consente al sistema operativo di vedere 2 core logici.
- ST: sta per "SpeedStep Technology" ovvero la tecnologia di risparmio energetico sviluppata da Intel e inserita negli ultimi Pentium 4 Prescott serie 6xx per contenere il consumo massimo.
- VT: sta per "Vanderpool Technology", la tecnologia di virtualizzazione che rende possibile l'esecuzione simultanea di più sistemi operativi differenti contemporaneamente.

| Nome Commerciale        | Data            | Socket | Clock    | Molt. | Pr.Prod.       | Voltag.              | Watt | Bus     | Cache            | XD | 64 | HT | ST | VT |
| ----------------------- | --------------- | ------ | -------- | ----- | -------------- | -------------------- | ---- | ------- | ---------------- | -- | -- | -- | -- | -- |
| Pentium III E 500 MHz   | 25/ott/1999     | 370    | 500 MHz  | 5x    | 180 nm 28 mil. | 1,6 V 1,65 V         | 23 W | 100 MHz | L1=32KB L2=256KB | No | No | No | No | No |
| Pentium III E 550 MHz   | 25/ott/1999     | 370    | 550 MHz  | 5,5x  | 180 nm 28 mil. | 1,6 V 1,65 V         | 23 W | 100 MHz | L1=32KB L2=256KB | No | No | No | No | No |
| Pentium III E 600 MHz   | 25/ott/1999     | 370    | 600 MHz  | 6x    | 180 nm 28 mil. | 1,65 V 1,70 V 1,75 V | 23 W | 100 MHz | L1=32KB L2=256KB | No | No | No | No | No |
| Pentium III E 650 MHz   | 25/ott/1999     | 370    | 650 MHz  | 6,5x  | 180 nm 28 mil. | 1,65 V 1,70 V 1,75 V | 23 W | 100 MHz | L1=32KB L2=256KB | No | No | No | No | No |
| Pentium III E 700 MHz   | 25/ott/1999     | 370    | 700 MHz  | 7x    | 180 nm 28 mil. | 1,65 V 1,70 V 1,75 V | 23 W | 100 MHz | L1=32KB L2=256KB | No | No | No | No | No |
| Pentium III E 750 MHz   | N.A.            | 370    | 750 MHz  | 7,5x  | 180 nm 28 mil. | 1,65 V 1,70 V 1,75 V | 23 W | 100 MHz | L1=32KB L2=256KB | No | No | No | No | No |
| Pentium III E 800 MHz   | N.A.            | 370    | 800 MHz  | 8x    | 180 nm 28 mil. | 1,65 V 1,70 V 1,75 V | 23 W | 100 MHz | L1=32KB L2=256KB | No | No | No | No | No |
| Pentium III E 850 MHz   | 20/mar/2000     | 370    | 850 MHz  | 8,5x  | 180 nm 28 mil. | 1,65 V 1,70 V 1,75 V | 23 W | 100 MHz | L1=32KB L2=256KB | No | No | No | No | No |
| Pentium III E 900 MHz   | N.A.            | 370    | 900 MHz  | 9x    | 180 nm 28 mil. | 1,70 V 1,75 V        | 23 W | 100 MHz | L1=32KB L2=256KB | No | No | No | No | No |
| Pentium III E 1,0 GHz   | 8/mar/2000      | 370    | 1000 MHz | 10x   | 180 nm 28 mil. | 1,75 V               | 23 W | 100 MHz | L1=32KB L2=256KB | No | No | No | No | No |
| Pentium III E 1,1 GHz   | 2001            | 370    | 1100 MHz | 11x   | 180 nm 28 mil. | 1,75 V               | 23 W | 100 MHz | L1=32KB L2=256KB | No | No | No | No | No |
| Pentium III EB 533 MHz  | 25 ottobre 1999 | 370    | 533 MHz  | 4x    | 180 nm 28 mil. | 1,65 V               | 23 W | 133 MHz | L1=32KB L2=256KB | No | No | No | No | No |
| Pentium III EB 600 MHz  | 25 ottobre 1999 | 370    | 600 MHz  | 4,5x  | 180 nm 28 mil. | 1,65 V 1,70 V 1,75 V | 23 W | 133 MHz | L1=32KB L2=256KB | No | No | No | No | No |
| Pentium III EB 667 MHz  | 25 ottobre 1999 | 370    | 667 MHz  | 5x    | 180 nm 28 mil. | 1,65 V 1,70 V 1,75 V | 23 W | 133 MHz | L1=32KB L2=256KB | No | No | No | No | No |
| Pentium III EB 733 MHz  | 25 ottobre 1999 | 370    | 733 MHz  | 5,5x  | 180 nm 28 mil. | 1,65 V 1,70 V 1,75 V | 23 W | 133 MHz | L1=32KB L2=256KB | No | No | No | No | No |
| Pentium III EB 800 MHz  | N.A.            | 370    | 800 MHz  | 6x    | 180 nm 28 mil. | 1,65 V 1,70 V 1,75 V | 23 W | 133 MHz | L1=32KB L2=256KB | No | No | No | No | No |
| Pentium III EB 866 MHz  | 20/mar/2000     | 370    | 866 MHz  | 6,5x  | 180 nm 28 mil. | 1,65 V 1,70 V 1,75 V | 23 W | 133 MHz | L1=32KB L2=256KB | No | No | No | No | No |
| Pentium III EB 933 MHz  | 24/mag/2000     | 370    | 933 MHz  | 7x    | 180 nm 28 mil. | 1,65 V 1,70 V 1,75 V | 23 W | 133 MHz | L1=32KB L2=256KB | No | No | No | No | No |
| Pentium III EB 1,0 GHz  | N.A.            | 370    | 1000 MHz | 7,5x  | 180 nm 28 mil. | 1,70 V 1,75 V        | 23 W | 133 MHz | L1=32KB L2=256KB | No | No | No | No | No |
| Pentium III EB 1,13 GHz | 2001            | 370    | 1133 MHz | 8,5x  | 180 nm 28 mil. | 1,75 V               | 23 W | 133 MHz | L1=32KB L2=256KB | No | No | No | No | No |

Nota: la tabella soprastante è un estratto di quella completa contenuta nella pagina del Pentium III.

## Il successore
Coppermine venne sostituito alla fine del 2000 dal core Tualatin che, oltre a introdurre il nuovo processo produttivo a 130 nm, consentì di portare gradualmente il clock fino ai 1400 MHz. Tualatin fu inoltre l'ultima evoluzione del Pentium III, ed era presente sul mercato parallelamente al primo Pentium 4 Willamette.